# Caduta di Kabul (1996)
La caduta di Kabul del 1996 avvenne nella guerra in Afghanistan che iniziò dal 1992 al 1996. Era la prima battaglia nella capitale dello stato afghano che combetteva tra i talebani e gli ex comunisti afghani, dopo la dissoluzione della Repubblica Democratica dell'Afghanistan. Con la vittoria dei talebani fu l'inizio del primo governo dei talebani. Nello stesso anno venne istituito l'Emirato Islamico dell'Afghanistan, fino alla seconda caduta della capitale afghana.